# Экономика Гватемалы
Гватемала имеет самую крупную экономику из всех стран Центральной Америки. Преобладающей отраслью является сельское хозяйство, значительная часть населения находится за чертой бедности.

## История

### Колониальный период
Испанская колонизация страны началась в 1523 году. В 1564 году было создано генерал-капитанство Гватемала. Хозяйственное освоение территории началось с середины XVI века, здесь была начата добыча золота, серебра и созданы первые плантации (кукурузы, какао и индиго).
В XVI веке складывается крупное феодальное землевладение испанских помещиков и креолов с широким использованием феодальных методов эксплуатации (таких, как энкомьенда, репартимьенто, абилитасьонес) и методов внеэкономического принуждения. С конца XVI века основой экономики стало плантационное земледелие.

### XIX в.
В 1821 году колонии Испании в Центральной Америке объявили о независимости.
В 1824 году был принят закон о запрете рабства и отмене феодальных привилегий.
В 1836 году эпидемия холеры нанесла колоссальный ущерб экономике страны, помимо человеческих жертв, сельское хозяйство пришло в упадок, а местные торгово-экономические связи оказались разорваны.
В начале 1860-х годов в Гватемале были созданы первые плантации кофейных деревьев, в дальнейшем кофе стал главным экспортным товаром Гватемалы.
В 1873 году президент Х. Р. Барриос произвел секуляризацию церковных и монастырских земель, которые перешли в собственность государства (что привело к расширению плантационного хозяйства и способствовало экономическому развитию страны).
В 1882 году президент Х. Р. Барриос создал правительственную комиссию для обнаружения и исследования проблем хозяйственного освоения месторождений полезных ископаемых на территории страны. В конце XIX века началось активное проникновение в Гватемалу североамериканского капитала.

### XX в.
В первой половине XX века ключевые позиции в экономике страны занимали корпорации США (в частности, «United Fruit Company»).
Начавшаяся в 1914 году первая мировая война привела к снижению товарооборота Гватемалы с европейскими странами (особенно с Центральными державами), а в 1917 году правительство страны разорвало дипломатические отношения с Германской империей.
В ноябре 1924 года с Веймарской республикой был подписан торговый договор на условиях наибольшего благоприятствования. Начавшийся в 1929 году всемирный экономический кризис тяжело отразился на экономике страны (основу которой составляло монокультурное земледелие).
После начала Второй Мировой войны европейское влияние на экономику Гватемалы снижается, при этом продолжало возрастать влияние США. В это время в несколько раз увеличивается производство технических культур — абаки и эфироносных злаков (лимонного сорго и цитронелловой травы), которые закупали США.
В 1951 году к власти пришло правительство Хакобо Арбенса, которое стремилось проводить независимую от США политику, осуществить прогрессивные реформы и преобразования. В рамках этого курса, правительство Гватемалы:
- приняло закон о защите национальных ресурсов (нефти и угля)[11];
- 17 июня 1952 года правительство Х. Арбенса приняло декрет № 900 о проведении аграрной реформы, в соответствии с которым предусматривалась возможность национализации земель сельскохозяйственного назначения. В это время самым крупным собственником земель сельскохозяйственного назначения в стране являлась американская компания «United Fruit Company» (400 тыс. акров, в том числе 175 тыс. акров необрабатываемых земель)[12].
- начало строительство шоссе Гватемала — порт Санто-Томас в качестве альтернативы железной дороги, принадлежавшей компании «Юнайтед фрут» (что представляло прямую угрозу для корпорации, использовавшей монополию на перевозки грузов для установления высоких транспортных тарифов и получения сверхприбылей)[13].

В марте 1953 года правительство Гватемалы национализировало 219 159 акров необрабатываемых земель «Юнайтед Фрут», выплатив компанию компенсацию в размере 627 572 кетсаля, а в феврале 1954 года — ещё 173 190 акров земель, выплатив компанию компенсацию в размере 557 542 кетсаля. Таким образом, правительство осуществило выкуп земель компании по цене 2,86 доллара США за акр, в то время как согласно инвентарным книгам компании «Юнайтед Фрут» их стоимость составляла только 1,48 долларов за акр (низкая стоимость объяснялась тем, что согласно договору 1901 года земли были переданы компании в аренду на 99 лет на льготных условиях, и с освобождением от практически всех налогов).
Правительство США выступило с официальным заявлением, осуждавшим деятельность правительства Гватемалы и ввело экономические санкции в отношении Гватемалы.
В 1954 году при поддержке со стороны США в Гватемале был совершён военный переворот, пришедший к власти полковник К. Армас практически полностью ликвидировал социально-экономические преобразования, совершённые в период 1944—1954 гг.:
- была отменена Конституция 1945 года[16][17];
- был пересмотрен Трудовой кодекс 1947 года, права рабочих и профсоюзов были существенно сокращены[17];
- была ликвидирована аграрная реформа:
  - был отменён закон о проведении аграрной реформы;
  - компании «Юнайтед фрут» были возвращены национализированные земли, восстановлены прежние контракты и предоставлены дополнительные концессии[17];
  - был отменён закон о защите прав арендаторов[17].
- были восстановлены действовавшие до 1944 года привилегии для американских компаний[16];
- был принят закон о нефти, передававший исключительные права на разработку нефтяных месторождений американским нефтяным компаниям[17].

В дальнейшем, продолжительная гражданская война оказала отрицательное влияние на экономику страны.
Властями были предприняты усилия по поиску новых источников дохода (в том числе, не вполне легальных с точки зрения действовавшего международного законодательства). Осенью 1958 года в проливе Зунд между Данией и южной Швецией начал действовать частный радиопередатчик "Радио Меркур" (находившийся на борту судов "Четта-II" и "Лакки стар", плававших под флагом Гватемалы). Радиостанция транслировала рекламу (что являлось нарушением принятого в 1947 году регламента радиосвязи, ограничивавшего вещание с подвижных станций, действующих за пределами государственной территории), но в результате мер, принятых шведской полицией - закончила свою деятельность 15 августа 1962 года.
В декабре 1960 года Сальвадор, Гватемала, Гондурас, Коста-Рика и Никарагуа подписали соглашение о создании организации «Центральноамериканский общий рынок» с целью ускорить экономическое развитие путём объединения материальных и финансовых ресурсов, устранения торгово-таможенных ограничений и координации экономической политики.
В 1968 году Гватемала являлась отсталой аграрной страной (63% населения старше 15 лет было неграмотным, основой экономики являлось сельское хозяйство, в котором было занято 66,4% самодеятельного населения, оно обеспечивало 32% валового национального продукта, слаборазвитая промышленность обеспечивала 15% валового национального дохода).
В феврале 1976 года мощное землетрясение нанесло значительный ущерб экономике страны: погибли 25 тыс. человек, были разрушены 800 тыс. зданий и жилых домов, 1 млн человек стали бездомными.
В октябре 2000 года Гватемала подписала с США соглашение о торгово-экономическом сотрудничестве (The Caribbean Basin Trade Partnership Act, CBTPA).
1 июля 2006 года Гватемала подписала «Договор о свободной торговле стран Центральной Америки с США» (CAFTA).
3 апреля 2025 года президент США Дональд Трамп ввёл тарифы против 185 стран мира (в том числе, против Гватемалы). Таможенные пошлины на товары из Гватемалы были повышены на 10 %.

## Современное состояние

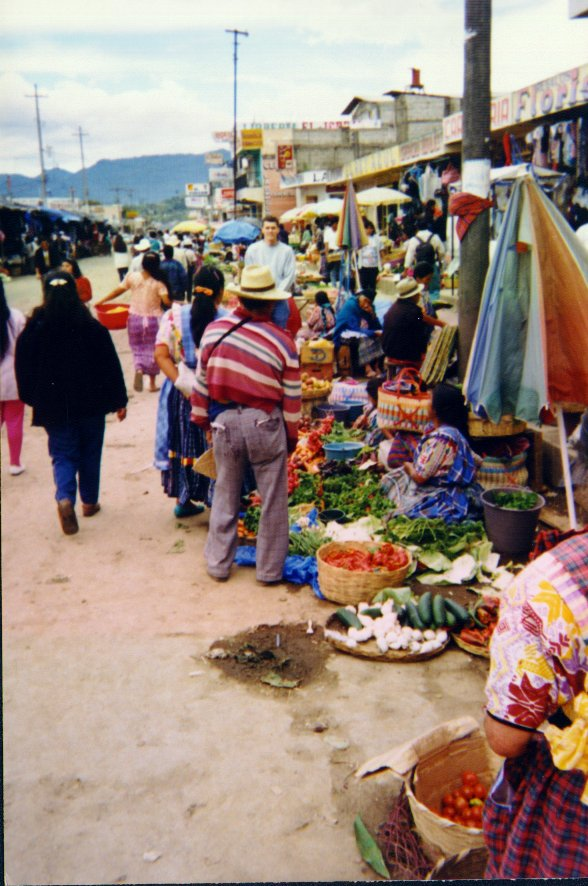
Гватемальский рынок

Общий объём ВВП в 2005 году составил 62,9 млрд долларов. За чертой бедности проживает три четверти населения.
Промышленность обеспечивает 20 % ВВП, она представлена в основном предприятиями лёгкой и пищевой отрасли. Добывается сурьма (одно из первых мест в мире), золото, свинец, нефть.
Основой экономики является сельское хозяйство, дает 25 % ВВП, здесь занято около половины населения. Распределение земли крайне неравномерно: на 2 % землевладельцев приходится две трети всех земель.
Главная статья экспорта — кофе, а также сахар, хлопок, бананы, кардамон и нефть.
Импортируются в основном промышленные товары.
По решению президента страны Альваро Колома, с 1 января 2011 года был повышен размер минимальной заработной платы с 56 кетцалей в день до 63,70 кетцалей. Это приблизило минимальную заработную плату к прожиточному минимуму, определённому Национальным институтом статистики.